# Chant du départ
Le Chant du départ (francouzsky Píseň (k) odjezdu či Píseň (k) odchodu) je francouzská revoluční a válečná píseň z roku 1794. Jejími autory jsou Étienne-Nicolas Méhul (složil hudbu) a Marie-Joseph Chénier (napsal slova). Svou největší slávu zažila píseň za napoleonského Francouzského císařství, když byla hlavním vojenským pochodem Grande Armée a zřejmě nejproslulejší francouzskou písní za Napoleonských válek, zároveň také plnila funkci státní hymny napoleonské Francie (v letech 1804 - 1814 a pak krátce v roce 1815 během Stodenního císařství). Původně byla napsána pod názvem Hymne de la liberté (Hymna svobody), v revolučním prostředí se však rychle rozšířila (též za přičinění Robespierra) pod svým současným názvem. Chant du départ bývá označován jako frère de La Marseillaise (bratr Marseillaisy). Skladbu si oblíbily osobnosti jako Maximilien Robespierre, Napoleon Bonaparte či Valéry Giscard d'Estaing (ten ji dokonce používal během své prezidentské kampaně). Píseň se dodnes nachází v repertoáru armády Francie.

## Text
1. La victoire en chantant

Nous ouvre la barrière. 

La Liberté guide nos pas. 

Et du Nord au Midi 

La trompette guerrière 

A sonné l'heure des combats. 

Tremblez ennemis de la France 

Rois ivres de sang et d'orgueil. 

Le Peuple souverain s'avance, 

Tyrans descendez au cercueil.  

Refrén: 
La République nous appelle 

Sachons vaincre ou sachons périr 

Un Français doit vivre pour elle 

Pour elle un Français doit mourir. 

2. De nos yeux maternels ne craignez pas les larmes: 

Loin de nous de lâches douleurs! 

Nous devons triompher quand vous prenez les armes: 

C'est aux rois à verser des pleurs. 

Nous vous avons donné la vie, 

Guerriers, elle n'est plus à vous; 

Tous vos jours sont à la patrie: 

Elle est votre mère avant nous.  

Refrén

3. Que le fer paternel arme la main des braves; 

Songez à nous au champ de Mars; 

Consacrez dans le sang des rois et des esclaves 

Le fer béni par vos vieillards; 

Et, rapportant sous la chaumière 

Des blessures et des vertus, 

Venez fermer notre paupière 

Quand les tyrans ne seront plus.  

Refrén

4. De Barra, de Viala le sort nous fait envie; 

Ils sont morts, mais ils ont vaincu. 

Le lâche accablé d'ans n'a point connu la vie: 

Qui meurt pour le peuple a vécu. 

Vous êtes vaillants, nous le sommes: 

Guidez-nous contre les tyrans; 

Les républicains sont des hommes, 

Les esclaves sont des enfants.  

Refrén

5. Partez, vaillants époux ; les combats sont vos fêtes; 

Partez, modèles des guerriers; 

Nous cueillerons des fleurs pour en ceindre vos têtes: 

Nos mains tresserons vos lauriers. 

Et, si le temple de mémoire 

S'ouvrait à vos mânes vainqueurs, 

Nos voix chanteront votre gloire, 

Nos flancs porteront vos vengeurs.  

Refrén

6. Et nous, sœurs des héros, nous qui de l'hyménée 

Ignorons les aimables nœuds; 

Si, pour s'unir un jour à notre destinée, 

Les citoyens forment des vœux, 

Qu'ils reviennent dans nos murailles 

Beaux de gloire et de liberté, 

Et que leur sang, dans les batailles, 

Ait coulé pour l'égalité.  

Refrén

 

7. Sur le fer devant Dieu, nous jurons à nos pères, 

À nos épouses, à nos sœurs, 

À nos représentants, à nos fils, à nos mères, 

D'anéantir les oppresseurs: 

En tous lieux, dans la nuit profonde, 

Plongeant l'infâme royauté, 

Les Français donneront au monde 

Et la paix et la liberté. 

Refrén